# Mistrzostwa Nordyckie w Zapasach 2007
Mistrzostwa odbyły się w stolicy Estonii, Tallinnie, 4 sierpnia 2007 roku.

## Tabela medalowa
Gospodarz zawodów został zaznaczony kolorem.
| Poz. | Państwo   |   |   |   | Łącznie |
| ---- | --------- | - | - | - | ------- |
| 1    | Szwecja   | 3 | 0 | 1 | 4       |
| 2    | Finlandia | 2 | 4 | 2 | 8       |
| 3    | Norwegia  | 1 | 0 | 2 | 3       |
| 4    | Dania     | 1 | 0 | 1 | 2       |
| 5    | Estonia   | 0 | 2 | 0 | 2       |
| 6    | Łotwa     | 0 | 1 | 1 | 2       |
|      | Łącznie   | 7 | 7 | 7 | 21      |

## Wyniki

### Styl klasyczny
| Konkurencja        | Złoto                 | Srebro             | Brąz                |
| Kategoria do 55 kg | Ville Kaeki           | Jani Haapamäki     | Anders Nyblom       |
| Kategoria do 60 kg | Håkan Nyblom          | Ville Pasanen      | Stig André Berge    |
| Kategoria do 66 kg | Juha Petteri Hiltunen | Marko Tuomela      | Matti Kautto        |
| Kategoria do 74 kg | Joakim Aardalen       | Valtteri Moisio    | Sharur Vardanyan    |
| Kategoria do 84 kg | Mohammad Babulfath    | Andrejs Afanasjevs | Mats Rolfsen        |
| Kategoria do 96 kg | Ara Abrahamian        | Rait Thomberg      | Igors Kostins       |
| Kategoria 120 kg   | Johan Eurén           | Heiki Nabi         | Matti Haemaelaeinen |